# Kantyczka
Kantyczka (z łac. canticum = monolog, pieśń) – popularna pieśń religijna.
Jedna z pieśni zawartych w kancjonale. Z czasem określenie „kantyczki” zastąpiło nazwę Kantycjonał.
Kantyczki to także zbiór kolęd, pastorałek i jasełek (wcześniej pieśni nabożnych) wydany w formie książkowej. Rozpowszechnione w XVII–XVIII w. także były synonimem kolęd.